# Gradinje (Cerovlje)
Gradinje is een plaats in de gemeente Cerovlje in de Kroatische provincie Istrië. De plaats telt 43 inwoners (2001).